# Diastatomma multilineata
Diastatomma multilineata är en trollsländeart som beskrevs av Fraser 1949. Diastatomma multilineata ingår i släktet Diastatomma och familjen flodtrollsländor. Inga underarter finns listade i Catalogue of Life.